# 芦屋学園中学校・高等学校
芦屋学園中学校・高等学校（あしやがくえんちゅうがっこう・こうとうがっこう）は、兵庫県芦屋市六麓荘町に所在し、中高一貫教育を提供する私立中学校・高等学校。

## 沿革
- 1936年
  - 8月 - 財団法人芦屋啓成会設立認可
  - 10月 - 財団法人芦屋啓成会設立。芦屋高等女学校認可
- 1937年4月 - 芦屋高等女学校開校
- 1946年9月 - 創立10周年記念式典挙行
- 1947年3月 - 学制改革により、新制の芦屋女子中学校、芦屋女子高等学校を設置
- 1951年
  - 3月 - 私学学校法施行により、財団法人芦屋啓成会を学校法人芦屋学園とする
  - 4月 - 高等学校に専攻科を設置
- 1953年4月 - 芦屋学園幼稚園を創設
- 1960年4月 - 芦屋女子短期大学開学
- 1962年4月 - 短期大学専攻科を開設
- 1964年4月 - 芦屋大学創立
- 1966年10月 - 創立30周年記念式典挙行（於 神戸国際会館）
- 1968年4月 - 芦屋大学大学院開設
- 1970年3月 - 芦屋学園幼稚園を芦屋大学附属幼稚園に改称
- 1978年6月 - 野外活動センター開場
- 1985年4月 - 芦屋女子高等学校に国際文化科設置
- 1986年4月 - 学園創立50周年。芦屋大学附属中学校・高等学校に改称し、高等学校の国際文化科が共学になる
- 1992年4月 - 中学校の国際文化科が共学化
- 1995年1月 - 阪神・淡路大震災にて被災。4号館全壊など、被害多数
- 2005年4月 - 芦屋学園バス運行開始（大学・短大・中学校・高等学校共通）
- 2006年4月 - 中学校・高等学校国際文化科を現敷地内校舎に移転し、共学となる
- 2009年4月 - 芦屋学園中学校・高等学校に改称。国際文化科の制服を男子は新デザインへ、女子は普通科と統一する
- 2012年4月 - 普通科を共学化。完全共学となる
- 2025年4月　- 普通科のコースが一新

## 教育方針
人それぞれ天職に生きる
実践綱領
「独立と自由」
自由の本質をわきまえ、独立の心を養う。
「創造と奉仕」
想像力を培い、すすんで社会に奉仕する心を育てる。
「遵法と敬愛」
規律を守り、互いに敬愛する心を育てる。

## 設置形態
中学校
高等学校
- 普通科
  - スタンダードコース
  - アドバンスコース
  - アスリートコース
- 国際文化科

## クラブ活動
クラブ活動は中学校・高等学校（普通科・国際文化科）共通である。尚、一部クラブは中学生参加不可

### 文化部
- 美術
- ESS
- 合唱
- 放送
- 家庭科(廃部)
- パソコン
- 理科
- 吹奏楽
- 書道
- ボランティア
- 華道
- 茶道

### 運動部
- 陸上
- バドミントン
- バスケットボール（男・女）

- ダンス
- 卓球（男・女）
- 男子硬式テニス
- 中学女子硬式テニス
- 高校女子硬式テニス
- 男子ソフトテニス
- 女子ソフトテニス
- サッカー
- バレーボール  (女)
- バトントワリング
- 軟式野球
- ラグビー
- ボクシング
- レスリング
- ストリートダンス
- バレエ

## 校歌
2009年に校名を芦屋学園中学校・高等学校と改称した際に、新校歌を制定した。
それまでは普通科が旧校歌を、国際文化科は芦屋大学 学歌「輝け白亜」を校歌としていた。

## 著名な出身者
- 渚あき（元宝塚歌劇団星組トップ娘役）
- 穴口一輝（プロボクサー。2024年リング禍で死亡）
- 上月拓也
- 石坂千尋
- 奥田順子
- 才賀紀左衛門（キックボクサー）
- TAKA（アーティスト)
- 中島葵
- 藤本颯太（プロ野球選手）
- 松本海聖（プロボクサー）
- 睦千賀
- 山川和大（プロ野球選手）
- 末澤誠也（アイドル（Aぇ!group））

## 系列校
- 芦屋大学
- 芦屋学園短期大学
- 芦屋大学附属幼稚園